# Gephyromantis
Genre
Synonymes
- Microphryne Methuen & Hewitt, 1913
- Laurentomantis Dubois, 1980
- Phylacomantis Glaw & Vences, 1994
- Duboimantis Glaw & Vences, 2006
- Vatomantis Glaw & Vences, 2006

Gephyromantis est un genre d'amphibiens de la famille des Mantellidae.

## Répartition
Les 41 espèces de ce genre sont endémiques de Madagascar.

## Liste des espèces
Selon Amphibian Species of the World (22 mars 2020) :
- Gephyromantis ambohitra (Vences & Glaw, 2001)
- Gephyromantis angano Scherz, Vences, Borelli, Ball, Nomenjanahary, Parker, Rakotondratsima, Razafimandimby, Starnes, Rabearivony & Glaw, 2017
- Gephyromantis asper (Boulenger, 1882)
- Gephyromantis atsingy Crottini, Glaw, Casiraghi, Jenkins, Mercurio, Randrianantoandro, Randrianirina & Andreone, 2011
- Gephyromantis azzurrae Mercurio & Andreone, 2007
- Gephyromantis blanci Guibé, 1974
- Gephyromantis boulengeri Methuen, 1920
- Gephyromantis ceratophrys (Ahl, 1929 "1928")
- Gephyromantis cornutus (Glaw & Vences, 1992)
- Gephyromantis corvus (Glaw & Vences, 1994)
- Gephyromantis decaryi Angel, 1930
- Gephyromantis eiselti Guibé, 1975
- Gephyromantis enki (Glaw & Vences, 2002)
- Gephyromantis granulatus (Boettger, 1881)
- Gephyromantis grosjeani Scherz, Rakotoarison, Ratsoavina, Hawlitschek, Vences & Glaw, 2018
- Gephyromantis hintelmannae Wollenberg, Glaw & Vences, 2012
- Gephyromantis horridus (Boettger, 1880)
- Gephyromantis klemmeri Guibé, 1974
- Gephyromantis leucocephalus Angel, 1930
- Gephyromantis leucomaculatus (Guibé, 1975)
- Gephyromantis lomorina Scherz, Hawlitschek, Razafindraibe, Megson, Ratsoavina, Rakotoarison, Bletz, Glaw & Vences, 2018
- Gephyromantis luteus (Methuen & Hewitt, 1913)
- Gephyromantis mafy Vieites, Wollenberg & Vences, 2012
- Gephyromantis malagasius (Methuen & Hewitt, 1913)
- Gephyromantis moseri (Glaw & Vences, 2002)
- Gephyromantis plicifer (Boulenger, 1882)
- Gephyromantis pseudoasper (Guibé, 1974)
- Gephyromantis ranjomavo Glaw & Vences, 2011
- Gephyromantis redimitus (Boulenger, 1889)
- Gephyromantis rivicola (Vences, Glaw & Andreone, 1997)
- Gephyromantis runewsweeki Vences & De la Riva, 2007
- Gephyromantis salegy (Andreone, Aprea, Vences & Odierna, 2003)
- Gephyromantis saturnini Scherz, Rakotoarison, Ratsoavina, Hawlitschek, Vences & Glaw, 2018
- Gephyromantis schilfi (Glaw & Vences, 2000)
- Gephyromantis sculpturatus (Ahl, 1929)
- Gephyromantis silvanus (Vences, Glaw & Andreone, 1997)
- Gephyromantis spiniferus (Blommers-Schlösser & Blanc, 1991)
- Gephyromantis striatus (Vences, Glaw, Andreone, Jesu & Schimmenti, 2002)
- Gephyromantis tahotra Glaw, Köhler & Vences, 2011
- Gephyromantis tandroka (Glaw & Vences, 2001)
- Gephyromantis thelenae (Glaw & Vences, 1994)
- Gephyromantis tohatra Scherz, Razafindraibe, Rakotoarison, Dixit, Bletz, Glaw & Vences, 2017
- Gephyromantis tschenki (Glaw & Vences, 2001)
- Gephyromantis ventrimaculatus (Angel, 1935)
- Gephyromantis verrucosus Angel, 1930
- Gephyromantis webbi (Grandison, 1953)
- Gephyromantis zavona (Vences, Andreone, Glaw & Randrianirina, 2003)

## Publication originale
- Methuen, 1920 "1919" : Descriptions of a new snake from the Transvaal, together with a new diagnosis and key to the genus Xenocalamus, and of some Batrachia from Madagascar. Proceedings of the Zoological Society of London, vol. 1919, p. 349-355 (texte intégral).